# Salomėja
Salomėja ist ein litauischer weiblicher Vorname, abgeleitet von Salome.

## Namensträgerinnen
- Salomėja Nėris (1904–1945),  Dichterin
- Salomėja Zaksaitė (* 1985), Schachspielerin (WIM), Strafrechtlerin und Kriminologin